# Michael Wigge
Michael Wigge (* 23. September 1976 in Brilon / Sauerland) ist ein deutscher Fernsehreporter, Moderator und Autor.

## Leben
Wigge besuchte bis 1996 das Mauritius-Gymnasium in Büren. Nach seinem Abitur lebte er 18 Monate in Kalifornien und New York, um seinen Auslandzivildienst abzuleisten und erste Fernseherfahrungen zu machen. Danach zog er für vier Jahre nach London, um dort sein Studium an der Filmschule zu absolvieren.
Für seine Reportagen wurde er mehrfach ausgezeichnet.
2002 machte Wigge beim Fernsehsender VIVA Plus mit der täglichen Sendung London Calling das erste Mal mit ungewöhnlichen Comedyeinlagen auf sich aufmerksam. In diesem Zusammenhang unternahm er einen Eselreitrekordversuch. 2003 kehrte er nach Deutschland zurück und fiel als satirischer Außenreporter „Dr. Wigge“ beim WDR-Politmagazin Kanzlerbungalow im seriösen Politikgeschäft auf. Von 2004 bis 2006 war er als Außenreporter der Sarah Kuttner – Die Show für VIVA und MTV unterwegs und führte verschiedene ungewöhnliche Aktionen durch, z. B. ein viertägiges Gefängnisporträt der Justizvollzugsanstalt Köln im freiwilligen Selbstversuch als Inhaftierter. Außerdem trat er beim ARD-Morgenmagazin als Sonderreporter für die Olympischen Sommerspiele 2004 und die Fußball-Europameisterschaft 2004 auf.
Wigge produziert auch selbstständige Formate wie Wigge diplomiert in Japan 2004 für VIVA, Metropolenreport 2003 für RTL II und 2006 Kulturschock, wo er bei den Sanema-Indianern im Amazonasregenwald lebte. 2007 startete er für das Magazin euromaxx – Leben und Kultur in Europa auf DW-TV die selbstironische Kulturserie Die Wahrheit über Deutschland. Hierfür wurde er 2008 beim 41. Houston Worldfilmfest mit Platin in der Kategorie „On-Air Talent“ ausgezeichnet und schaffte es beim New York Filmfest in die Runde der letzten sechs. Im gleichen Jahr hatte Wigge seinen ersten Auftritt als GEO-Auslandsreporter in Kanada.
2009 erhielt er den ZDF Videojournalistenpreis in der Kategorie Newcomer.
Nachdem Wigge 2009 in einem weiteren Selbstversuch ohne Geld 35.000 Kilometer (von Deutschland über Kanada, Nord- und Südamerika) bis zur Antarktis gereist war, veröffentlichte er 2010 sein Buch Ohne Geld bis ans Ende der Welt und die gleichnamige Reportageserie auf dem TV-Sender ZDFneo. Im gleichen Jahr produzierte er für „euromaxx – Leben und Kultur in Europa“ die Serie Das schönste Land der Welt.
Im Jahr 2011 unternahm er für die von ZDFneo ausgestrahlte Reportage Wigges Tauschrausch eine sechsmonatige Reise von Deutschland über alle Kontinente bis nach Hawaii und tauschte sich unterwegs erfolgreich von einem angebissenen Apfel zu einem bewohnbaren Haus an seinem Zielort „hoch“. Seine Reise dokumentierte er zudem in einem Blog und in einem Buch. Um sein Tauschziel zu erreichen, benutzte er eine Mischung aus Networking, Einbeziehung der ortsansässigen Medien und Begeistern von Fremden für seine Mission.
Von April 2013 bis Juni 2013 hat er für sein Projekt Auf dem Tretroller durch Deutschland Deutschland von Sylt bis zum Haldenwanger Eck in Nord-Süd-Richtung auf einer Strecke von 2505 km durchquert.
2016 reiste Michael Wigge in weniger als 50 Tagen durch alle 50 Staaten der USA, stellte sich in jedem Staat einer Herausforderung und berichtete anschließend in dem Buch Fifty States of Wigge über alle 50 Aufgaben und seine Erkenntnisse zum aktuellen US-Wahlkampf.